# Glomus tenue
Glomus tenue är en svampart som först beskrevs av Greenall, och fick sitt nu gällande namn av I.R. Hall 1977. Glomus tenue ingår i släktet Glomus och familjen Glomeraceae.   Inga underarter finns listade i Catalogue of Life.